# Chryso-hypnum simorrhynchum
Chryso-hypnum simorrhynchum är en bladmossart som beskrevs av Georg Ernst Ludwig Hampe 1870. Chryso-hypnum simorrhynchum ingår i släktet Chryso-hypnum och familjen Hypnaceae. Inga underarter finns listade i Catalogue of Life.